# Synthliboramphus
Synthliboramphus är ett släkte i familjen alkor inom ordningen vadarfåglar. Släktet omfattar numera vanligtvis fem arter, alla med utbredning i norra Stilla havet:
- Japansk alka (S. wumizusume)
- Kragalka (S. antiquus)
- Mexikansk alka (S. craveri)
- Guadalupealka (S. hypoleucus)
- Kalifornienalka (S. scrippsi)

Alla arter utom kragalka är hotade.